# Tàlitsa (Sverdlovsk)
|  | Per a altres significats, vegeu «Tàlitsa». |

Tàlitsa - Талица (rus) és una ciutat de l'óblast de Sverdlovsk, a Rússia. El 2021 tenia 15.486 habitants. Es troba a la riba dreta del riu Pixmà, a 110 km a l'oest de Tiumén i a 191 km a l'est de Iekaterinburg.

## Història
Tàlitsa fou fundada el 1732. El 1885 s'hi construí una estació de tren. Aconseguí l'estatus de possiólok (poble) el 1933 i el de ciutat el 1942.